# Петер Альтенберг
Пе́тер А́льтенберг (нем. Peter Altenberg, настоящее имя Ри́хард Э́нглендер (нем. Richard Engländer); 9 марта 1859[…], Вена — 8 января 1919[…] или 6 января 1919, Вена) — австрийский писатель. Также известен как серийный педофил.

## Биография
Ричард Энглендер был сыном Морица Энглендера, еврея из Вены, купца, и его супруги Полины, урождённой Швайнбург. Сначала он учился юриспруденции, затем увлёкся медициной, но прервал учёбу и в Штутгарте начал обучение продавцом книг в придворном книжном магазине (Hofbuchhandlung) Юлиуса Вайзе. Это обучение он также прервал и попытался повторно учиться юриспруденции. В 1895 году он написал первые литературные работы, благодаря контакту с Карлом Краусом с 1896 года появились публикации (очерк «Как я это вижу»). В марте или апреле 1900 года он «вышел из израильской культурной (религиозной) общины Вены», затем в течение десяти лет не относил себя ни к какой религии и, наконец, в 1910 году был крещён в Карлскирхе. Его крёстным отцом был архитектор Адольф Лоос. Альтенберг, который после недолгого пребывания в Мюнхене вернулся в Вену, при жизни был известной фигурой, о которой ходили легенды.
После нескольких неудачных попыток начать нормальную профессиональную жизнь врач подтвердил ему невозможность заниматься профессией из-за «повышенной чувствительности нервной системы». С тех пор он вёл богемную жизнь и большую часть времени проводил в венских кофейнях.
Несмотря на свой успех, Альтенберг оставался зависимым от пожертвований, которые собирали его друзья, в том числе Карл Краус и Адольф Лоос. Последние шесть лет жизни он жил в номере отеля на Доротеегассе в центре города Вены. После того, как он в течение последних десяти лет часто из-за алкогольной зависимости попадал в психиатрическую клинику,, Петер Альтенберг скончался 8 января 1919 года в клинике Вены.

## Творчество
В 1896 году появился первый сборник его небольших эскизов Wie ich es sehe («Как я это вижу»), за которым последовали Ashantee (1897) и Was der Tag mir zuträgt («Что мне принес этот день»). Короткие «картинки настроений», составляющие сборник, очень поэтично отражают столкновения чуткой души поэта с впечатлениями от окружающей действительности. Как полагала Энциклопедия Брокгауза и Ефрона, характеризовавшая Альтенберга как писателя «резко декадентского направления»,

«Декадентство» Альтенберга характеризуется крайней субъективностью его ощущений. Реальная сущность явлений, их значение для жизни в его глазах безразличны. Он смотрит на них только сквозь призму своих субъективных эстетических ощущений. Книги Альтенберга пользуются успехом благодаря непосредственности и искренности его дарования.

## Публикации на русском языке
- На берегу озера. — М., 1908.
- Сказки жизни. — СПб., 1908.
- Как я это вижу Архивная копия от 19 августа 2010 на Wayback Machine Апраксин Блюз № 1; 1995
- ОТ ГОРОДА W. ДО ГОРОДА D. Петер Альтенберг. Венские этюды. Джеймс Джойс. Дублинцы. М., Издательство «Рандеву-АМ», 1999.